# Zimbabwes Davis Cup-lag
Zimbabwes Davis Cup-lag styrs av Zimbabwes tennisförbund och representerar Zimbabwe i tennisturneringen Davis Cup, tidigare International Lawn Tennis Challenge. Zimbabwe debuterade i sammanhanget 1963 som Rhodesia, och spelade senast i elitdivisionen år 2000.